# The Last Kiss
The Last Kiss är en amerikansk dramakomedifilm från 2006 i regi av Tony Goldwyn. Filmen är en remake på den italienska filmen L'ultimo bacio. På filmens soundtrack finns bland annat "Hide and Seek" av och med Imogen Heap.

## Rollista (urval)
- Zach Braff - Michael
- Jacinda Barrett - Jenna
- Casey Affleck - Chris
- Rachel Bilson - Kim
- Michael Weston - Izzy
- Eric Christian Olsen - Kenny
- Marley Shelton - Arianna
- Lauren Lee Smith - Lisa
- Blythe Danner - Anna